# Jack Robinson (surfista)
Jack Robinson (Perth, 27 de diciembre de 1997) es un deportista australiano que compite en surf. Participó en los Juegos Olímpicos de París 2024, obteniendo una medalla de plata en la prueba masculina.

## Palmarés internacional
| Juegos Olímpicos | Juegos Olímpicos | Juegos Olímpicos | Juegos Olímpicos |
| Año              | Lugar            | Medalla          | Prueba           |
| ---------------- | ---------------- | ---------------- | ---------------- |
| 2024             | París (Francia)  | Medalla de plata | Individual       |